# St. Nikolaus (Peiß)

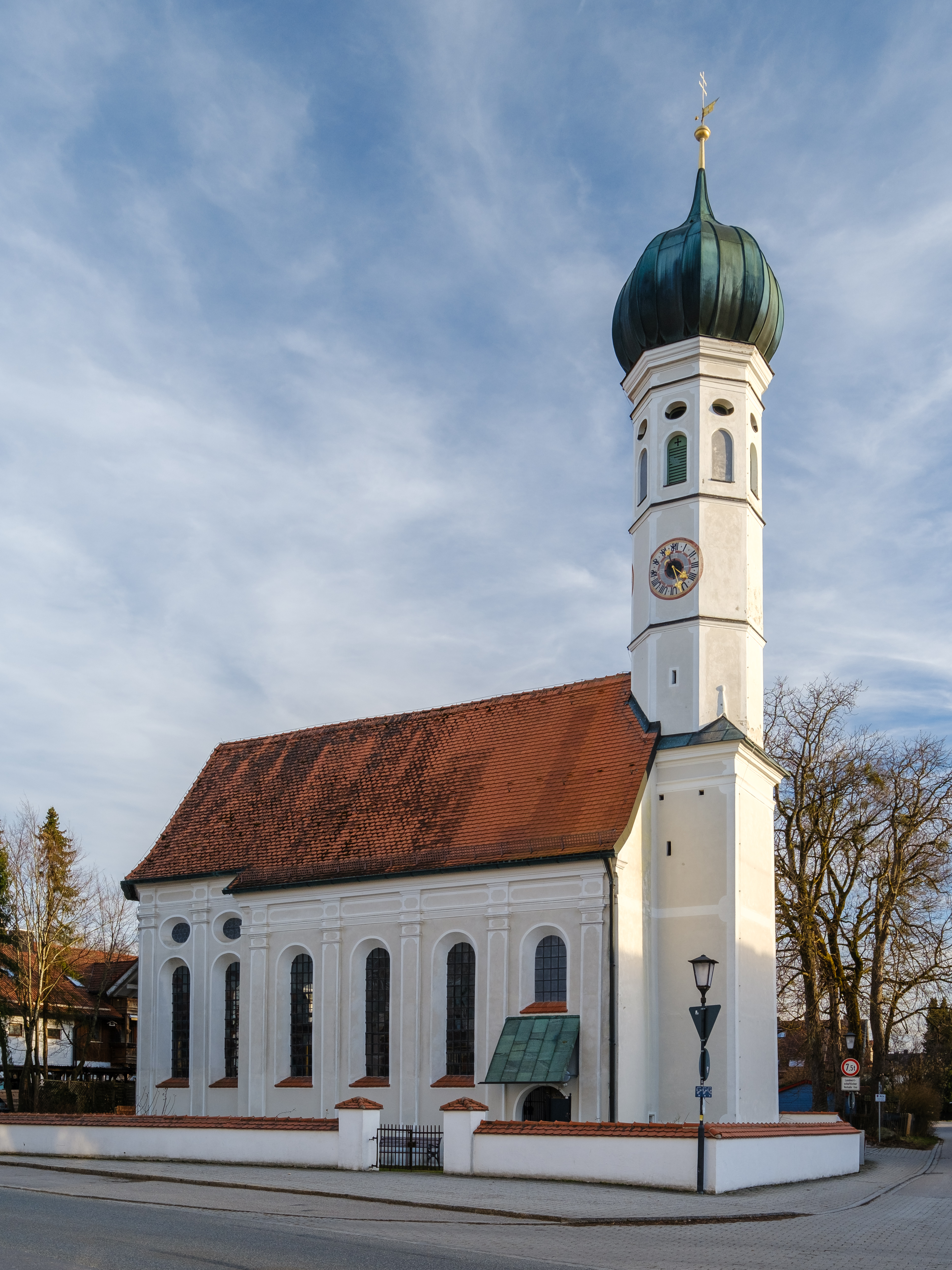
Kirche St. Nikolaus in Peiß

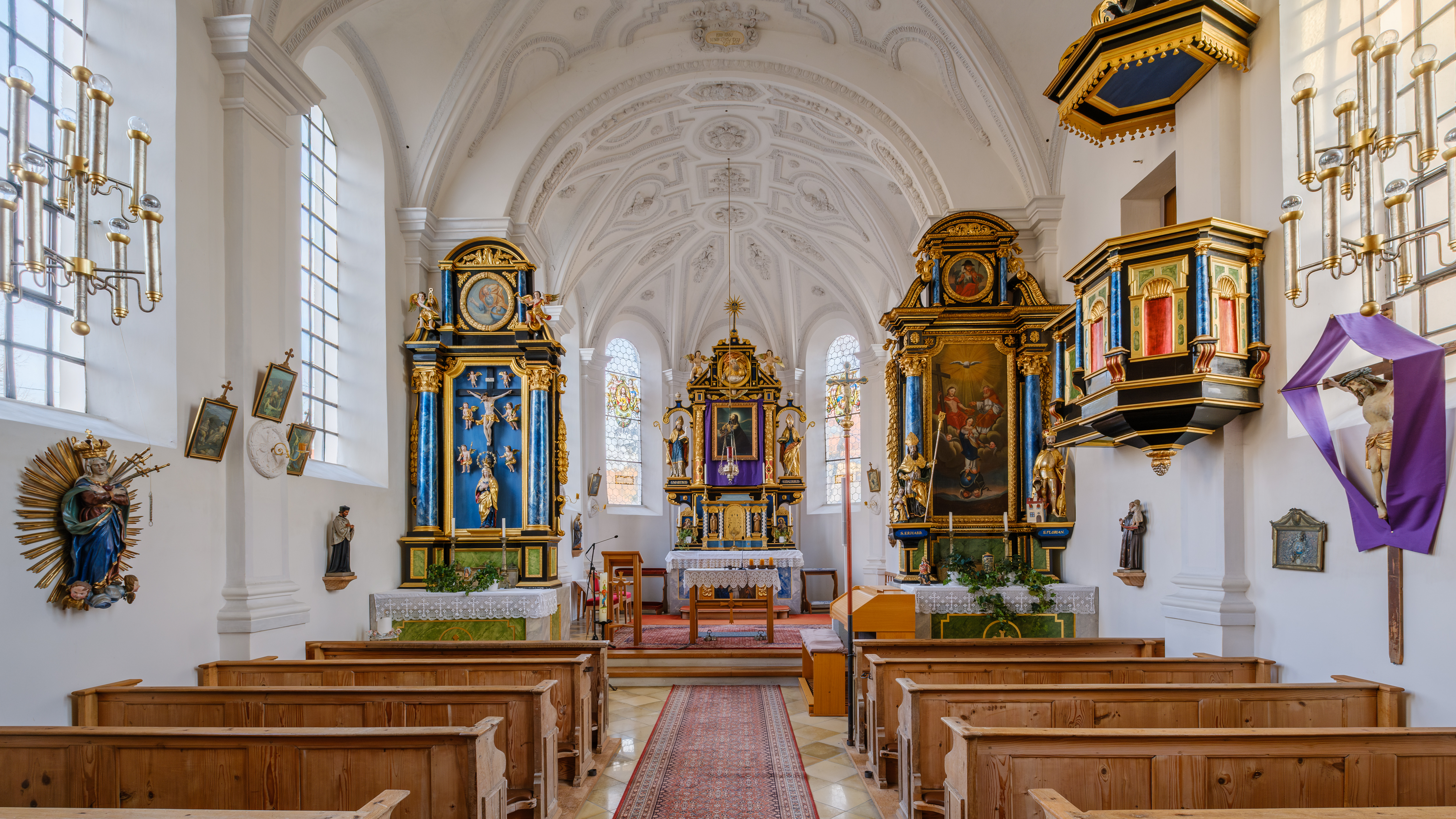
Innenansicht

St. Nikolaus ist ein Kirchengebäude im Ortsteil Peiß der Gemeinde Aying in Oberbayern. Die katholische Filialkirche liegt an der Rosenheimer Landstraße und gehört zur Pfarrgemeinde St. Andreas in Aying.

## Architektur
Die Kirche ist ein barocker Saalbau mit Pilastergliederung, eingezogenem Polygonalchor, Westturm mit Zwiebelhaube und seitlich angefügter Sakristei. Erbaut wurde sie 1696 bis 1699 von Johann Mayr von Hausstatt. Die Kirche ist von einer massiven Friedhofsmauer umgeben. Bereits seit dem 14. Jahrhundert gab es eine Vorgängerkirche an dieser Stelle, deren Fundamente für den Neubau wieder verwendet wurden.
Das Gebäude ist als Baudenkmal unter der Listennummer D-1-84-137-53 in der Bayerischen Denkmalliste aufgeführt.